# Пономаренко Марія Антонівна
Марі́я Анто́нівна Пономаре́нко (8 березня 1945, Левків — 7 червня 2022) — дитяча письменниця.

## Життєпис
Уродженка села Левків Житомирського району.
Лауреат літературної премії імені Наталії Забіли.
Пономаренко — авторка понад п'ятдесяти збірок казок, віршів, п'єс, вистав. У її творах цікаві сюжети, образи, чимало їх присвячено найголовнішій темі — родині.
Народилася Марія Антонівна Пономаренко (Марія Антонівна Григоренко) 8 березня 1945 року в «незвичайному місці, на хуторі з дев'яти будиночків між селами Калинівка і Левків. Усього сім кілометрів від Житомира» в селянській сім'ї. Коли Марії було десять років, батьки переїхали до Житомира, де майбутня поетеса навчалась у середній школі № 30.
Після закінчення школи Марія пішла працювати на Житомирський льонокомбінат і вступила заочно на факультет журналістики в Київський державний університет імені Т. Г. Шевченка. А згодом на комбінаті відкрилась редакція багатотиражки «Текстильник Полісся» та радіомовлення, де Марія почала працювати журналістом.
Свою першу казочку «Подарунок» написала у 28 років. Друкувати свої твори почала у газетах «Комсомольська зірка», «Радянська Житомирщина». Сюжети для дитячих віршів і оповідань, — як зізнається Марія Антонівна, — підказувало саме життя. Передусім — спілкування з синами (їх виростила Марія Антонівна аж троє), чоловіком, а тепер — з онуками Олею та Даринкою. Хтось із письменників сказав: «Для дітей треба писати краще, ніж для дорослих, адже дитина сприймає світ без найменшої фальші».
Талановитий письменник для малечі — довірливий співрозмовник. Твори такого митця не залежуються на поличках книгарень і бібліотек. До таких дитячих письменників належить наша землячка Марія Пономаренко. Вірші поетеси у простій для дитячого сприймання формі навчають малят важливим речам: любити маму й тата, дбайливо ставитись до рідної природи, змалечку працювати. Її твори часто друкуються в державній та обласній пресі. Понад 200 казок прозвучало на українському радіо у «Вечірній колисанці», її твори друкувались у журналах: «Малятко», «Барвінок», «Юний натураліст», «Старшокласник», згодом — «Дзвіночку», «Пізнайко».
Творча праця Марії Пономаренко та її активна життєва позиція сприяють розвитку світогляду та формуванню духовності української дитини. Вона постійно виступає у дитячих садках, студентських аудиторіях, перед вчителями області. Тісно співпрацює з газетами та журналами «Дошкільне виховання», «Дитячий садок. Мистецтво», «Дитячий садок», «Початкова освіта», «Шкільний світ».
Працює Марія Пономаренко і в драматургії для дітей. У Житомирському академічному театрі ляльок з успіхом йдуть її вистави: «Весела квампанія», «Котигорошко, або казка про добро», «Операція — ситуація», «Новорічна казка, або Зустріч з Дідом Морозом».
Разом з композитором Іваном Островерхим створено 300 пісень, дитячу оперу «Іменини кози Мокрини», яка вийшла окремою книжкою, музичні казки «Зарядка для сина», «В ліс прийшла красуня Осінь», «Намисто для тітки Сойки», «Котить заєць капустину» та інші. Марія Антонівна подарувала Україні чотири авторські читанки — «Подарунок», «Жайвір», «Усміхнений сонях», «Сонячна країна». Дві останні видані у Тернопільському видавництві «Навчальна книга — Богдан», як додаток до теми збереження здоров'я для школярів 1-4 класів. В читанці «Сонячна країна» скоро побачить світ її «Християнська абетка».
Нещодавно в пані Марії з'явилось ще одне захоплення — вона почала малювати. Хоча досі ніколи й пензля в руках не тримала. А тепер розмальовує горнятка, гладишки, і на її картинах розквітають усміхнені соняхи, лілеї, пламеніє жаром калина, посміхаються до людей блакитні птахи… Як вона казала: «Це найбільше з моїх див. Я ніколи не тримала пензлика в руках. І коли б хто сказав, що зможу малювати, — не повірила б. Просто повела свою внучку Даринку в студію до Олени Гузенко. Як педагог — це дивовижна жінка. Діти в неї малюють, ліплять вироби з глини, пластиліну. Подивилась я раз, вдруге, спробувала й загорілась…».
Марія Пономаренко — частий гість обласної бібліотеки для дітей, бере участь у багатьох масових заходах. Зустрічається з дітьми, з бібліотекарями районів та області, опікується студійцями дитячого об'єднання поетів-початківців «Літературний передзвін», що діє в нашій бібліотеці, до її порад та настанов із задоволенням прислухаються юні читачі.
Різнобічність її письменницького таланту надзвичайно широка. Вся її майстерність та поетична творчість дуже образна, поетичне рідне слово доступне для сприйняття та зрозуміле і цікаве дітям, завдяки чому вони із задоволенням читають її читанки, слухають її казки, вчать та декламують її вірші, співають пісні, ставлять музичні сценки та опери. Адже її твори для дітей, в першу чергу відтворюють християнську мораль: чесність, порядність, виховують любов до батьків, до рідної землі, до України, сприяють формуванню інтелектуально-розвинутої особистості кожної дитини, популяризації книги та дитячого читання.
У лютому 2011 року Марії Антонівні Пономаренко присуджено літературну премію імені Лесі Українки за твори «Жайвір», «Сонячна країна — моя Україна», «Усміхнений сонях».
Писати для дітей ще важче, ніж писати для дорослих. Вигадування сюжету — одне з найпростіших етапів, найважче — зіткати сам текст. Аби бути успішним дитячим письменником потрібно не тільки бачити світ дитячими очима, а й вмуровувати між рядки виховні сенси. Мораль і художні засоби мають бути простими і зрозумілими. Наприклад, у «Зимовій казці» авторки сюжет зав'язався навколо мішка зі снігом, який вкрав Північний вітер у Зими. Через метафору підкреслюється не тільки краса цієї пори, але й логіка — без білої ковдри (снігового покрову) земля промерзає глибше, від чого рослини і тварини будуть важко переносити холод. Також невеличке навчання і образ мішка зі снігом (хмара), який носиться персонажем Вітром. В тексті вказано, що сам сніг впливає на врожай, адже він потім розтане і зросить землю чи піде в підземні вод